# 渓内謙
溪内 謙（たにうち ゆずる、1923年9月2日 - 2004年2月13日）は、日本の歴史学者、政治学者。専門はロシア/ソ連政治史。東京大学名誉教授。

## 人物・略歴
石川県生まれ。金沢一中、四高を経て、1942年、東京帝国大学入学。約1年在学後の1943年12月、学徒出陣により、徴兵検査を受け、合格。大学を休学し、大日本帝国海軍の舞鶴海兵団へ入営。海軍二等水兵、海軍主計見習尉官、海軍主計少尉、海軍主計中尉を経て、1945年10月に予備役編入・復員。その後、東京大学へ復学する。
復学から1年半後、1947年春に東京大学法学部を卒業し、大学院へ入学。専攻は行政学であり、指導教員は辻清明であった。1947年9月、大学院を退学して、設立まもない東京大学社会科学研究所の助手となった。その後、1951年4月まで助手として勤務した後、名古屋大学法学部助教授、東京大学法学部教授、千葉大学法経学部教授、帝京大学文学部教授を歴任した。
研究開始当初、東京大学大学院での専攻は行政学で、辻清明の指導の下、ソ連行政や官僚制研究を中心に手がけていた。その後、1956年の夏から留学したハーバード大学ロシア研究センターでE・H・カーに出会ったことを一つの契機として、ソビエト現代史へ研究を集中させていった。
『スターリン政治体制の成立』全4巻は、この分野における専門研究の金字塔として評価されている。『現代社会主義の省察』で第32回毎日出版文化賞を受賞。

## 著書

### 単著
- 『ソビエト政治史――権力と農民』（勁草書房, 1962年）
- 『スターリン政治体制の成立』（岩波書店, 1970年-1986年）
  - 1部「農村における危機」（1970年）
  - 2部「転換」（1972年）
  - 3部「上からの革命 (1)」（1980年）
  - 4部「上からの革命 (2)」（1986年）
- 『現代社会主義の省察』（岩波書店, 1978年）
- 『現代社会主義を考える――ロシア革命から21世紀へ』（岩波書店［岩波新書］, 1988年）
- 『歴史の中のソ連社会主義』（岩波書店, 1992年）
- 『現代史を学ぶ』（岩波書店［岩波新書］, 1995年）
- 『上からの革命――スターリン主義の源流』（岩波書店, 2004年）

### 編著
- 『ソヴィエト政治秩序の形成過程――1920年代から30年代へ』（岩波書店, 1984年）

### 共編著
- （阿利莫二・井出嘉憲・西尾勝）『現代行政と官僚制―辻清明先生還暦記念』上・下巻、東京大学出版会、1974年
- （荒田洋）『ネップからスターリン時代へ』（木鐸社, 1982年）
- （荒田洋）『スターリン時代の国家と社会』（木鐸社, 1984年）
- （荒田洋）『スターリン後のソ連社会』（木鐸社, 1987年）

## 翻訳
- エス・エス・ストデニキン『ソヴェト行政法』、稲子恒夫と共訳、巌松堂書店、1956年
- ア・イ・デニソフ編『ソヴェト国家と法の歴史』上巻、巌松堂書店、1956年
- ジャコブ・ミラー『ソビエト・ロシア』、早瀬武と共訳、勁草書房、1961年